# Hjärtat sitter till vänster (utställning)
Hjärtat sitter till vänster, svensk konst 1964–1974 var en konstutställning som först visades på Göteborgs konstmuseum mellan 7 mars 1998 och 30 maj samma år. Senare visades den på Konstens Hus i Luleå, Uppsala Konstmuseum och sist på Södertälje Konsthall 1999. Utställningen som lånat sitt namn från Kjell Höglunds album med samma namn från 1975, ursprungligen är hämtat från en diktrad av Karl Vennberg, var sammanställd av konstnärerna Ulf Kihlander och Ola Åstrand och var det första stora retrospektiva utställningen med svensk konst från 1960- och 1970-talet.
På vernissagen genomförde Kjartan Slettemark sin pudelperformance. Sista dagen av utställningen på Göteborgs konstmuseum genomfördes en konsert i Näckrosdammen med bland andra Träd, Gräs och Stenar, Älgarnas trädgård, som återuppstod för dagen, och Hansson & Karlsson som avslutade dagen.
Till utställningen gjordes även en katalog där redaktionen, förutom Kihlander och Åstrand bestod av galleristen Bo A. Karlsson.
Bland annat ska Lukas Moodysson ha blivit inspirerad av utställningen till att göra filmen Tillsammans.

## Deltagande konstnärer
- Kerstin Abram-Nilsson
- Maria Adlercreutz
- Channa Bankier
- Beck & Jung
- Dick Bengtsson
- Mats G. Bengtsson
- Ola Billgren
- Karl Olov Björk
- Rolf Börjlind
- Anders Carlsson
- Moki Cherry
- Peter Dahl
- Carl Johan De Geer
- Marie-Louise Ekman
- Cilla Ericsson
- Hans Esselius
- Öyvind Fahlström
- Roj Friberg
- Karin Frostenson
- Claes Hake
- Jarl Hammarberg
- Lars Hillersberg
- Bo Hultén
- Ida Iascson
- Sture Johannesson
- Robert Jäppinen
- Hanns Karlewski
- Bruno Knutman
- Ulla Larson
- Beth Laurin
- Ralph Lundsten
- Jan Manker
- Sture Nilsson
- Åke Nilsson
- Gerhard Nordström
- Ulf Rahmberg
- Carsten Regild
- Gösta Sillén
- Anna Sjödahl
- Monica Sjöö
- Kjartan Slettemark
- Birgit Ståhl-Nyberg
- Lena Svedberg
- Jan Ternald
- Christer Themptander
- Gunnar Thorén
- Peter Tillberg
- Leif Tjerned
- Ulf Wahlberg
- Ulla Wiggen
- Jacques Zadig
- Anders Åberg
- Barbro Östlihn